# فابیو ویگنارولی
فابیو ویگنارولی (انگلیسی: Fabio Vignaroli؛ زادهٔ ۷ ژوئن ۱۹۷۶) بازیکن فوتبال اهل ایتالیا است.
از باشگاه‌هایی که در آن بازی کرده‌است می‌توان به باشگاه ورزشی لاتزیو، باشگاه فوتبال مودنا، باشگاه فوتبال پارما، باشگاه فوتبال سالرنیتانا، باشگاه فوتبال موستا، باشگاه فوتبال بولونیا، باشگاه فوتبال باری، باشگاه فوتبال مونتسا، باشگاه فوتبال بالزان، باشگاه فوتبال کومو، و باشگاه فوتبال نیوکاسل یونایتد جتس اشاره کرد.